# Décès en 1387
Décès
- 1383
- 1384
- 1385
- 1386
- 1387
- 1388
- 1389
- 1390
- 1391

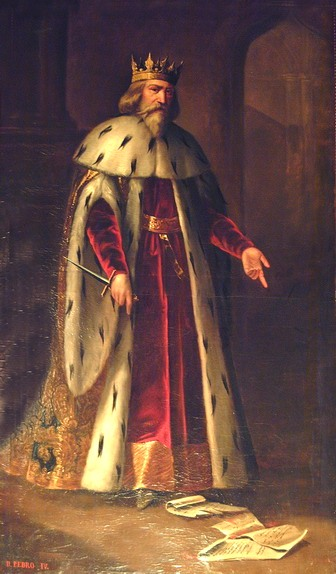
Pierre IV d'Aragon, mort en 1387.

Cette page dresse une liste de personnalités mortes au cours de l'année 1387 :
- 1er janvier : Charles II de Navarre[1], roi de Navarre et comte d'Évreux.
- 5 janvier : Pierre IV d'Aragon[1], dit le Cérémonieux, roi d'Aragon sous le nom de Pierre IV, comte de Barcelone sous le nom de Pierre III, roi de Valence sous le nom de Pierre II, roi de Sardaigne et de Corse sous le nom de Pierre Ier puis roi de Majorque et comte de Roussillon et de Cerdagne et duc d'Athènes et de Néopatrie.
- vers le 16 janvier : Élisabeth de Bosnie ou Elizabeta Kotromanić, reine consort de Hongrie et de Pologne ainsi que régente et tutrice de sa fille Marie Ire de Hongrie.
- 20 février : Dömötör, cardinal hongrois.
- mars[2] : Abraham Cresques, cartographe juif majorquin.
- 6 avril : Jean d'Artois, dit Sans-Terre, comte d'Eu.
- 12 mai : Blanche d'Aumale, ou Blanche de Ponthieu, comtesse d'Aumale.
- 2 juillet : Pierre de Luxembourg, cardinal français.
- 22 juillet : Franz Ackerman, un des leaders populaires de la rébellion des bourgeois et marchands de la ville de Gand.
- 3 août : Oluf III de Danemark[3], roi de Danemark, sous le nom d'Olaf III, roi de Norvège et aussi roi de Suède.
- 17 août : Miles de Dormans, évêque d'Angers, puis de Bayeux, de Beauvais et chancelier de France.
- 23 décembre : Walter Wardlaw, dit le cardinal d'Écosse, cardinal écossais.
- 31 décembre : Blanche de Savoie, noble du comté de Savoie.

- Federico d'Arborée, juge d'Arborée.
- Robert IV d'Artois, comte d'Eu.
- Marie de Bourbon, princesse capétienne.
- Pons de La Garde, évêque de Mende.
- Pierre de Luxembourg, cardinal français.
- Alain VII de Rohan, 10e vicomte de Rohan.
- Konoe Michitsugu, noble de cour japonais (kugyō) de l'époque de Muromachi.
- Çandarlı Kara Halil Hayreddin Pacha, premier Grand vizir sous le règne de Murad Ier et le premier dans l'histoire ottomane à détenir ce titre.
- Sâyana, commentateur des Veda et de la littérature affiliée, ministre à la cour de Bukka Ier (en).
- Masuccio Secondo, architecte italien.
- Ke Song, peintre chinois.
- Miklós Szécsi, homme politique et militaire du royaume de Hongrie, palatin de Hongrie et plusieurs fois ban de Croatie et de Slavonie.
- Bassui Zenji, ou Bassui Tokusho, maitre zen de l'école Rinzai.

## Crédit d'auteurs
- Cet article est partiellement ou en totalité issu de l'article intitulé « 1387 » (voir la liste des auteurs).